# Droga krajowa B184 (Niemcy)
Droga krajowa 184 (niem. Bundesstraße 184, B 184) – niemiecka droga krajowa przebiegająca  z zachodu na południe od skrzyżowania z drogą B1 na przedmieściach Magdeburga w Saksonii-Anhalt przez Dessau-Roßlau, Delitzsch do skrzyżowania z drogą B2 w Rackwitz na przedmieściach Lipska w Saksonii.

## Miejscowości leżące przy B184

### Saksonia-Anhalt
Biederlitz-Heyrothsberge, Königsborn, Menz, Wahlitz, Gommern, Dannigkow, Leitzkau, Schora, Zerbst/Anhalt, Jütrichau, Dessau-Roßlau, Bobbau, Wolfen, Bitterfeld-Wolfen.

### Saksonia
Delitzsch, Zschortau, Rackwitz.

## Historia
W 1937 r. wyznaczono Reichsstrasse 184, która pokrywała się niemalże dokładnie z trasą obecnej B 184. W latach 60. XX w. z uwagi na uruchomienie kopalni odkrywkowej przeniesiono bieg drogi pomiędzy Bitterfeldem a Delitzsch o 3 km na zachód.